# Maurizio Checcucci
Maurizio Checcucci (ur. 26 lutego 1974 we Florencji) – włoski lekkoatleta specjalizujący się w biegach sprinterskich, uczestnik letnich igrzysk olimpijskich w Sydney (2000) i Atenach (2004), wicemistrz Europy z Barcelony (2010) w sztafecie 4 x 100 metrów.

## Finały olimpijskie
- 2000 – Sydney, sztafeta 4 x 100 m – VII miejsce

## Inne osiągnięcia
- 1993 – San Sebastián, mistrzostwa Europy – brązowy medal w biegu na 200 m[1]
- 1999 – mistrzostwa Włoch – srebrny medal w biegu na 200 m[2]
- 2001 – Tunis, igrzyska śródziemnomorskie – dwa medale: złoty w sztafecie 4 x 100 m oraz srebrny w biegu na 100 m
- 2009 – Pescara, igrzyska śródziemnomorskie – złoty medal w sztafecie 4 x 100 m
- 2010 – Barcelona, mistrzostwa Europy – srebrny medal w sztafecie 4 x 100 m

## Rekordy życiowe
- bieg na 100 m – 10.26 – La Chaux-de-Fonds 28/06/2009
- bieg na 200 m – 20.81 – Bressanone 17/06/2001
- bieg na 60 m (hala) – 6.76 – Modena 24/01/2004